# Alter Kohlhof

Historische Foto-Postkarte (um 1910) mit Abbildung des Gasthauses Alter Kohlhof

Der Alte Kohlhof ist eine ehemalige landwirtschaftliche Hofstelle und ältester Teil einer Ansammlung von 10 Anwesen des Kohlhofs südöstlich des Königstuhls im Stadtwald von Heidelberg. Der ehemals denkmalgeschützte Hof gehört mit zu den bekanntesten Gebäuden von Heidelberg und ist Teil der regionalen Gedächtniskultur. Zahlreiche historische Aufzeichnungen, Zeitungsberichte und Ansichtskarten belegen seine Bedeutung für die Stadt Heidelberg. Seit dem 19. Jahrhundert werden Teile des landwirtschaftlichen Anwesens auch als Gasthaus und Übernachtungsstätte genutzt.

## Lage

Der Kohlhof (dunkelrot) im Vergleich zum Stadtgebiet Heidelbergs (rot)

Der Alte Kohlhof befindet sich im Landschaftsschutzgebiet Bergstraße Mitte und zählt baurechtlich nach § 35 Baugesetzbuch zum Außenbereich. In der Senke des Alten Kohlhofs und seiner Umgebung entspringen zahlreiche Quellen, die zum Elsenztal hin abfließen, darunter der Michaelsbrunnen und der Busenbrunnen. Der historische Weiler grenzt an die größte Streuobstwiesenfläche Heidelbergs. Zum Alten Kohlhof verkehrt die VRN-Buslinie 39 tagsüber stündlich.

## Geschichte

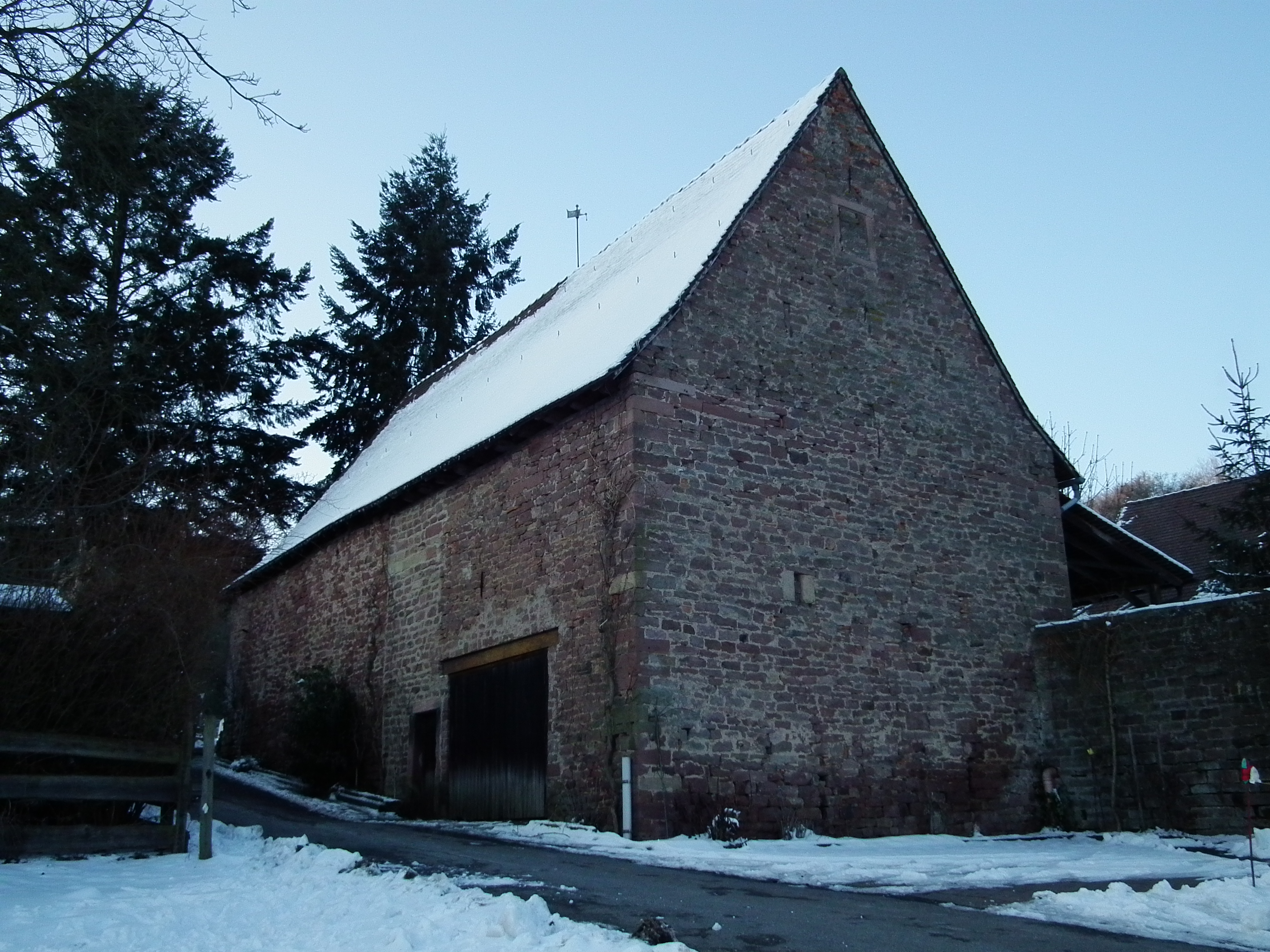
Historisches Scheunengebäude aus dem Jahr 1760

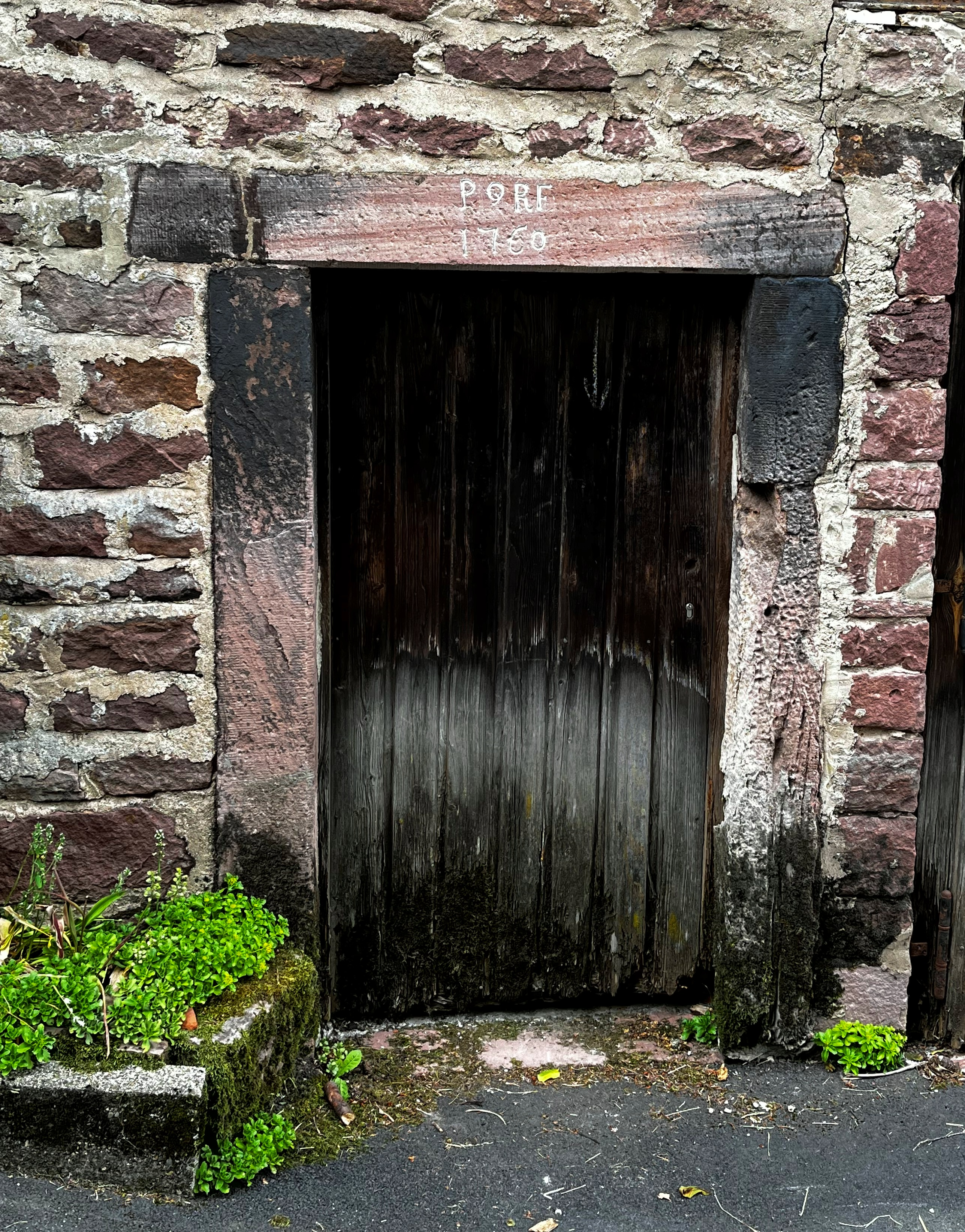
Scheune am Alten Kohlhof, Türsturz aus dem Jahr 1760

Mit Zustimmung des kurpfälzischen Oberjägermeisters Eberhard Friedrich von Venningen und der Stadt Heidelberg wurde im Jahre 1706 mit der Rodung des städtischen Allmendwaldes an der Stelle des heutigen Kohlhofs begonnen, um Felder anzulegen. Der von der Stadt an jener Stelle errichtete und an Pächter vergebene Hof hieß wegen des dort entspringenden Brunnens zunächst Busenbronner Hof. Der heutige Name Alter Kohlhof hat sich erst nach dem Bau des weiter oben gelegenen Kurhotels Kohlhof zu Beginn des 20. Jahrhunderts durchgesetzt und zeugt wahrscheinlich von der früher im nahen Kohlwald, vor allem auf der Großen Kohlplatt, betriebenen Köhlerei.
Das Anwesen des Alten Kohlhofs bildet die älteste Siedlungsstelle des Weilers Kohlhof. Vor 1854 existierte sogar eine Schule für die Kinder der Streusiedlung. Der Türsturz der ehemaligen Hofstelle aus dem 18. Jahrhundert hat sich erhalten und trägt die Jahreszahl 1756. Um 1840 wurde das Gebäude nach einem Brand umgestaltet. Zum Anwesen gehört außerdem eine Scheune (Datierung nach Türsturz aus dem Jahr 1760). Ein Raum der Hofstelle wurde seit dem 19. Jahrhundert als Gaststube genutzt.
Im 19. Jahrhundert setzte gleichzeitig zur Abwanderung der Landwirte vom Kohlhof und dessen Strukturwandel die Wiederentdeckung des Heidelberger Schlosses durch die Romantiker und mit der Errichtung des Aussichtsturms auf dem Königstuhl 1832 eine touristische Nutzung der Hochflächen südöstlich von Heidelberg ein. Bereits in den 1830er Jahren bemühte sich der damalige Gastwirt des Kohlhofs um Gäste aus Heidelberg.
Das historische Hauptgebäude aus rotem Sandstein wurde 1953 von der Stadt Heidelberg abgerissen, durch einen vergrößerten Neubau ersetzt und durch einen rechtwinkligen Anbau ergänzt. Von den Baumaßnahmen blieb lediglich die südlich gelegene Sandsteinscheune ausgenommen, historische Bausubstanz blieb dabei lediglich im Sockelbereich erhalten. Ein historischer Kachelofen wurde bei einem Sturmschaden während des Umbaus von 1954 beschädigt und danach in veränderter Form wiederhergestellt. Das Anwesen wird seit der Neuerrichtung als Gästehaus im Jahr 1954 nicht mehr landwirtschaftlich genutzt. Heute werden die Streuobstwiesen zur Landschaftspflege mit Ziegen beweidet.

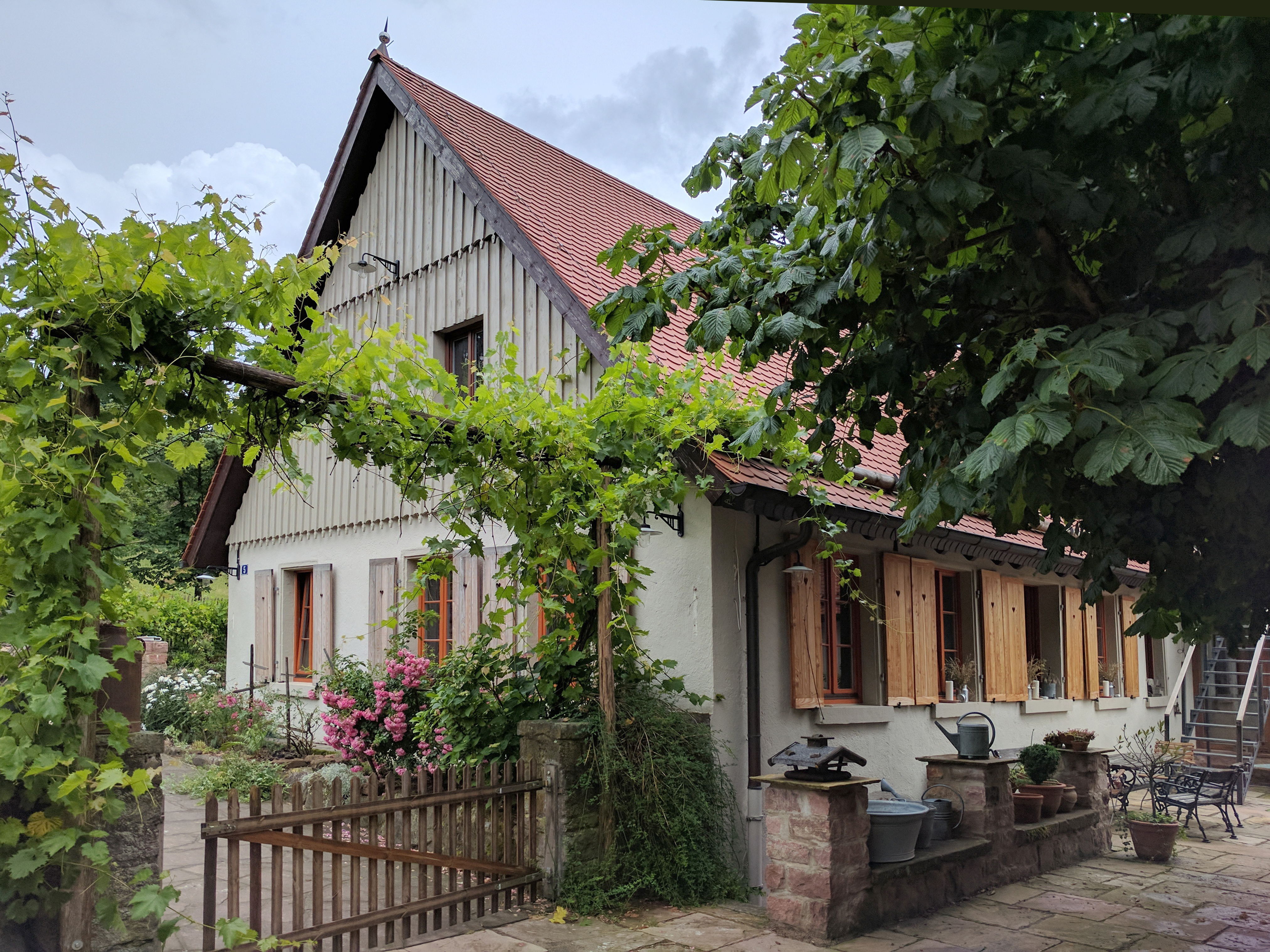
Heutiger Restauranttrakt des Alten Kohlhofs (Aufn. 2017)

Die schöne Lage des Kohlhofs ließ neben der Gaststätte mit Hotel Alter Kohlhof nach 1960 noch weitere gastronomische Betriebe entstehen. In den 1970er Jahren war das benachbarte Café Ehmann ein gern besuchtes Lokal.
1991 endete das letzte Pachtverhältnis des Alten Kohlhofs und das Anwesen stand längere Zeit leer. Nach erfolgloser Suche nach einem gastronomischen Pächter verkaufte die Stadt Heidelberg den Alten Kohlhof 1997 an einen Nebenerwerbswinzer aus Rauenberg, der die ehemals gastronomische Nutzung wieder aufnehmen wollte. Im Zuge des Verkaufs wurde das gesamte Anwesen unter Denkmalschutz gestellt. Das ursprünglich als „Gästehaus“ genehmigte Gebäude mit Etagenbad und Gemeinschafts-WCs wurde umfassend saniert und in ein modernes Hotel mit 12 Zimmern sowie einen Landgasthof umgebaut. Zusätzlich entstanden ein Konferenzraum und ein Nebenzimmer für Feierlichkeiten. Die Sitzplatzkapazität erhöhte sich von ca. 80 auf 170 Plätze. 2014 musste die Betreiber-GmbH Insolvenz anmelden und 2015 wurde das Anwesen erneut verkauft.
Seit Anfang 2017 wird in den Gebäuden des Alten Kohlhofs ein exklusives Restaurant betrieben. Küchenchef ist Robert Rädel, der bereits im Landgut Lingental einen Stern des Guide Michelin erkochte und 2019 auch im Kohlhof mit einem Stern ausgezeichnet wurde. Das Gasthaus oben wurde mit einem betont rustikalen Interieur neu eingerichtet.
Bereits seit 2017 geht die Stadt Heidelberg gerichtlich gegen den derzeitigen Pächter vor, um vor Ort den Betrieb einer einfachen Gaststätte für die Allgemeinheit durchzusetzen.